# Acropora massawensis
Acropora massawensis là một loài san hô trong họ Acroporidae. Loài này được Marenzeller mô tả khoa học năm 1906.